# Osseetse Militaire Weg

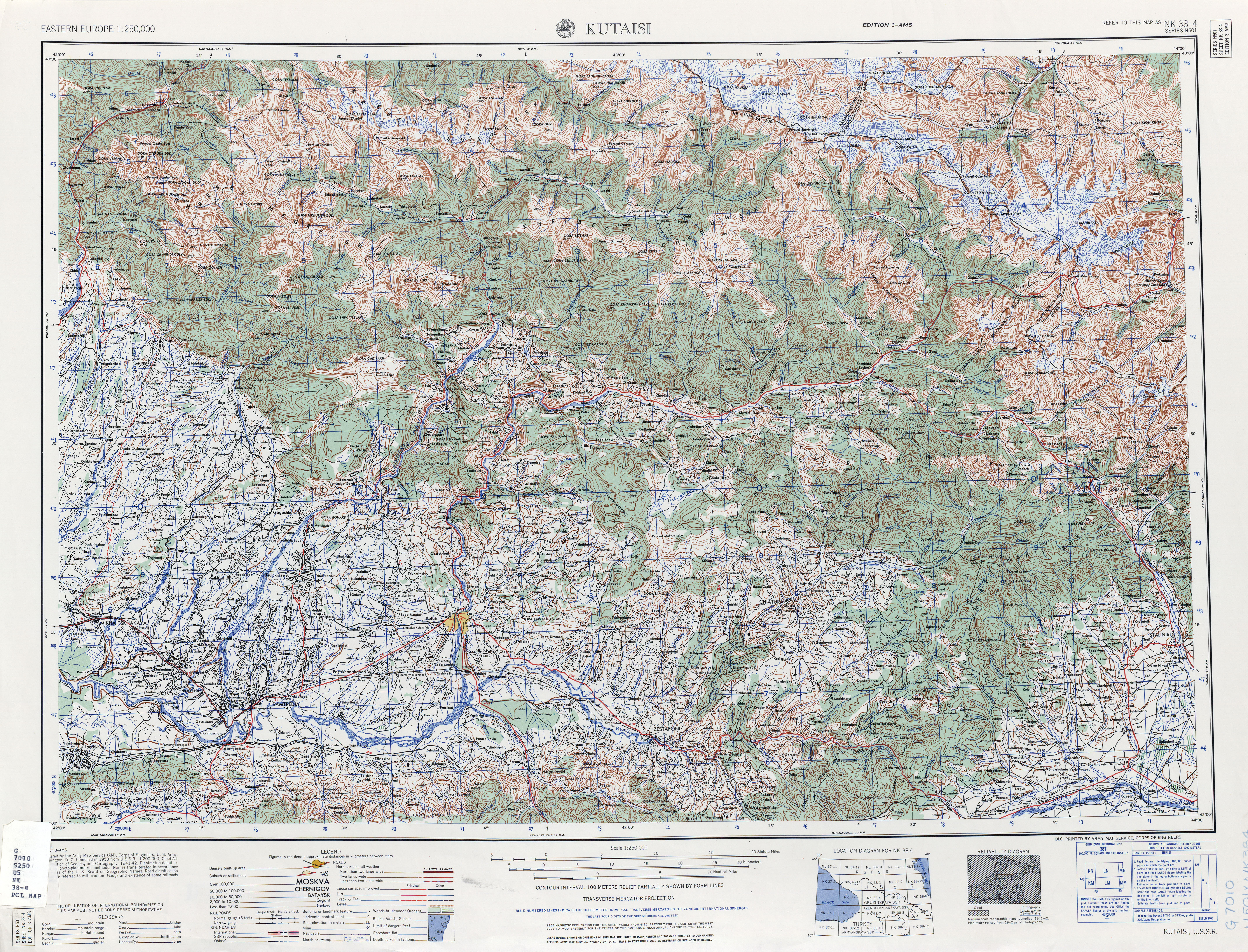
Kaart van Osseetse Militaire Weg via de Mamisonpas (rechtsboven).

De Osseetse Militaire Weg (Russisch: Военно-Осетинская дорога, Georgisch: ოსეთის სამხედრო გზა) is een historische weg van 275 kilometer door de Kaukasus die de Georgische stad Koetaisi verbindt met de Russische stad Alagir en het Darg-Koch treinstation.
Het hoogste punt wordt bereikt op de Georgisch-Russische grens, de Mamisonpas met een hoogte van 2820 meter boven zeeniveau. Er is sinds de jaren 1990 geen doorgaand verkeer over de grens mogelijk, maar aan beide zijden is de route nog vrijwel geheel in gebruik.
Het Georgische deel staat sinds 1996 geregistreerd als nationale weg Sh16 (161 km) en in Rusland is het grootste deel van de Osseetse Militaire Weg onderdeel van de A-164 Transkam geworden.

## Route

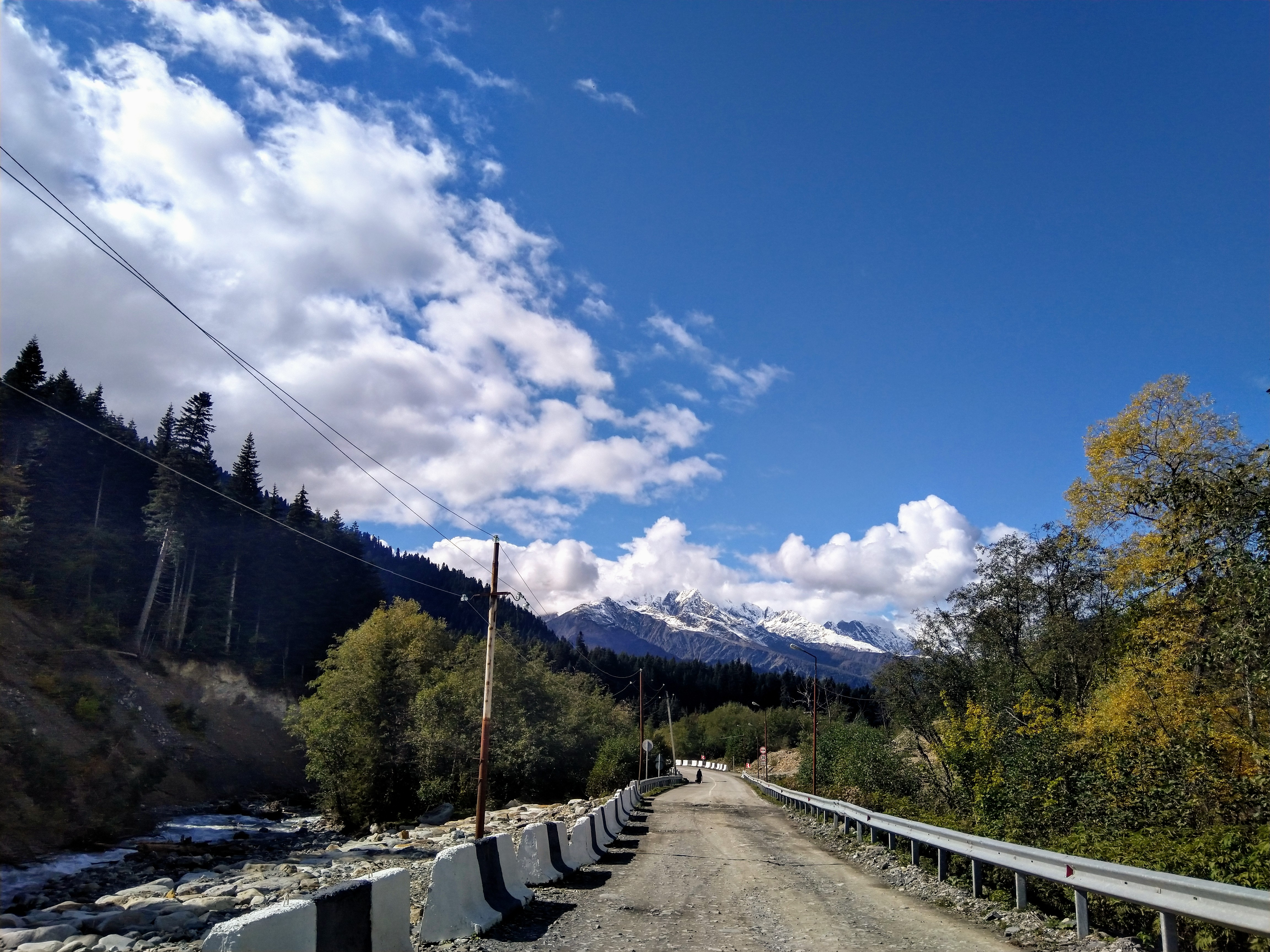
Het Georgische deel bij Sjovi.

De Osseetse Militaire Weg loopt vanaf de Georgische stad Koetaisi stroomopwaarts langs de rivier Rioni naar de regio Ratsja-Letsjchoemi en Kvemo Svaneti waar deze via de plaatsen Alpana, Ambrolaoeri en Oni de bovenloop van de Rioni bereikt. Parallel aan de rivier passeert de weg door een kloof het Sjoda-Kedelagebergte en volgt vervolgens de Rioni-zijrivier Tsjantsjachi langs de dorpjes Glola en Sjovi voor de klim naar de Mamisonpas.
Vlak voor de pas komt de weg een kilometer door de afscheidingsregio Zuid-Ossetië. Na de pas, die in de waterscheiding van de Grote Kaukasus ligt, daalt de weg af langs de bovenstromen van de Ardon en voegt zich bij het plaatsje Zaramag bij deze rivier en de A-164 Transkam. De weg volgt de Ardon benedenstrooms via Alagir naar het eindpunt bij Kardzhin, dat aan de rivier Terek ligt in het district Kirovski van Noord-Ossetië. Hier sluit de weg aan op de R-217. 

## Geschiedenis

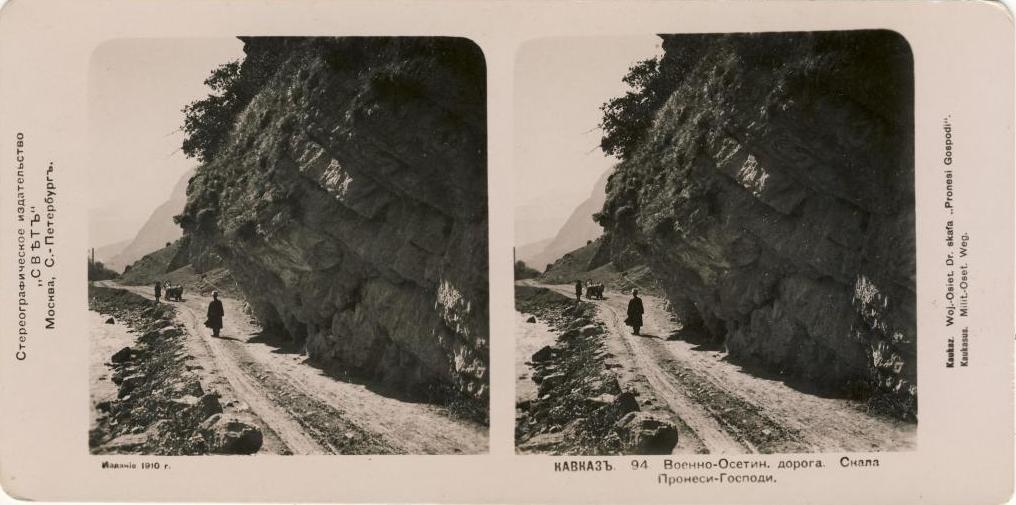
Osseetse Militaire Weg, begin 20e eeuw.

De Osseetse Militaire Weg is een historische karavaanroute die in de 19e eeuw door het Russische Rijk werd uitgebouwd als alternatieve route vanuit Rusland door de Grote Kaukasus ten behoeve van de uitbreidende macht van het Rijk over Transkaukasië nadat het in 1801 het Georgische Koninkrijk Kartli-Kachetië had geannexeerd.

### Uitbouw route onder Russisch gezag

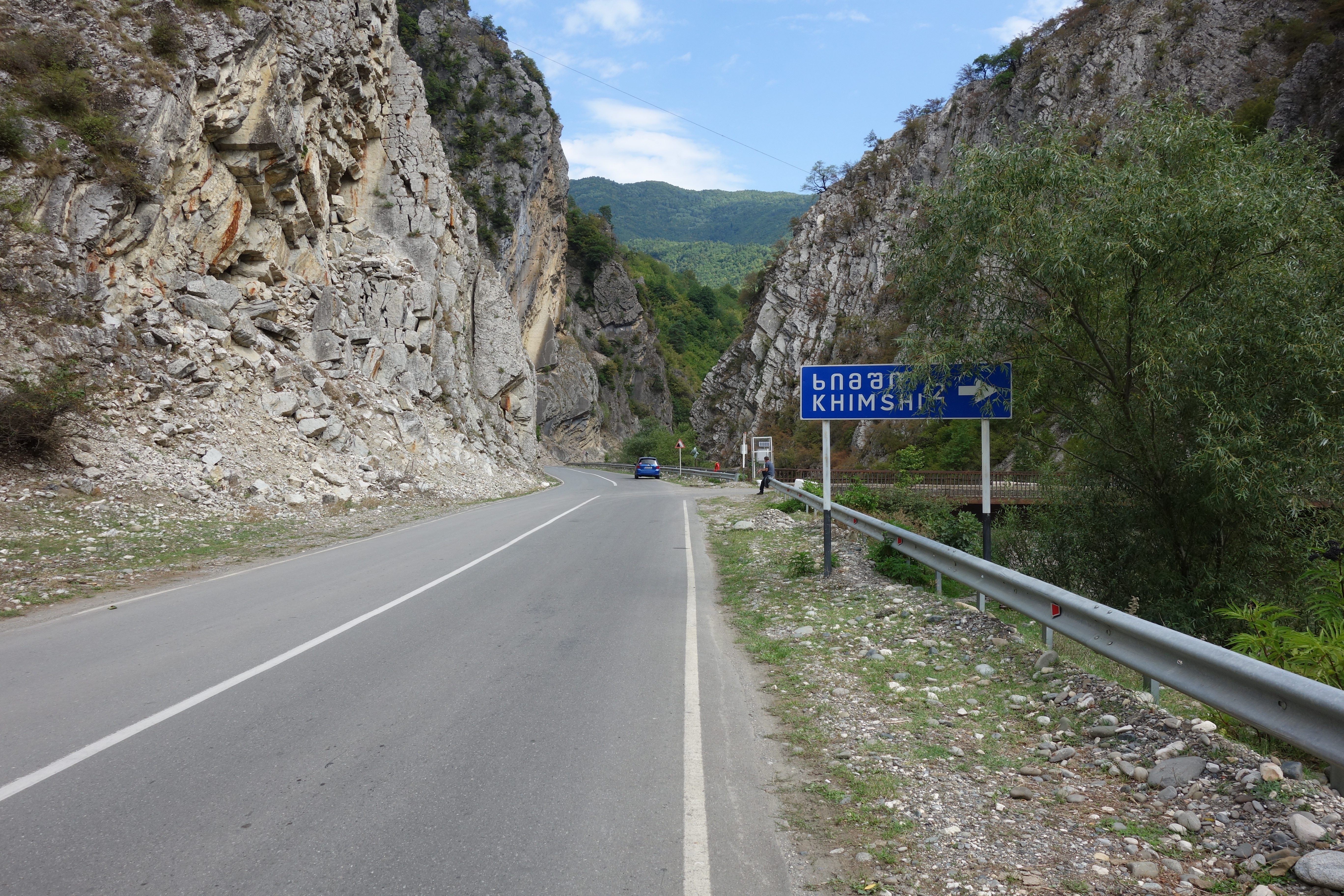
Het Georgische deel tussen Ambrolaoeri en Oni.

De eerste verkenningen van de route met als doel een weg aan te leggen voor transport op wielen werd in 1823 ondernomen op bevel van generaal Aleksej Jermolov, de opperbevelhebber van de Russische troepen in de Kaukasus (1817-1827). Hij had ook de opdracht gekregen van Tsaar Alexander I om de Georgische Militaire Weg door de Darjalkloof te verbeteren.
De verbouwing van de route maakte Jermolov niet meer mee, want deze begon pas in 1858 en was in 1888 pas klaar door het moeilijke terrein. De weg over de hoge pas bleek net als de Georgische Militaire Weg gevoelig voor sneeuw en lawines, waardoor deze feitelijk alleen in de zomer- en herfstmaanden gebruikt kon worden. Dit en het feit dat de Zuid-Osseetse Autonome Oblast geen directe verbinding had met Noord-Ossetische Autonome Socialistische Sovjetrepubliek, deed in de Sovjet-periode de lokale roep groeien om een directe weg- of spoorverbinding. Uiteindelijk kwam deze er, en opende in 1986 de Transkam, de Transkaukasische Snelweg vanaf het Zuid-Osseetse Tschinvali via Roki-tunnel naar Alagir die bij Zaramag aansloot op de bestaande Osseetse Militaire Weg. Hiermee verloor deze zijn functie.

### Toeristische route in Sovjet-Unie
De Sovjet-Unie introduceerde in de jaren 1950 zogeheten "Unie Toeristische Routes" (Туристский маршрут), en de Osseetse Militaire Weg kreeg nummer 42 toegekend. Toen de Sovjet-Unie in 1982 een nieuw wegnummeringssysteem introduceerde kreeg het Georgische deel van de Osseetse Militaire Weg het nummer R-1, en het Russische deel R-297 tot Alagir en R-298 voor het laatste deel. De R-nummers (van 'Republiek') werden op Sovjet-republiek niveau uitgedeeld. Met de opening van de Transkam werd het nummer R-297 aan het nieuwe stuk Roki-tunnel - Zaramag toegekend.

### Wegnummers
Als gevolg van de Georgische onafhankelijkheid in 1991 werd in 1996 de huidige Georgische wegnummering ingevoerd. Het Georgische deel van de Osseetse Militaire Weg werd omgenummerd naar nationale weg Sh16 "Koetaisi-Alpana-Mamisonpas (Russische grens)". In Rusland bleven de oude nummers R-297 en R-298 tot 2018 in stand, waarna de Transkam naar A-164 werd omgenummerd. Het gedeelte van de Mamison-pas tot de Transkam bij Zaramag heeft geen wegnummer meer. Als gevolg van het Georgisch-Ossetisch conflict sinds de jaren 1990 is de weg over de Georgisch-Russische grens gesloten.